# Crusea
Crusea es un género con 40 especies de plantas con flores del orden de las Gentianales de la familia de las Rubiaceae. Se encuentra en el norte y centro de América.
Crusea A.Rich., es un Sinónimo del género Chione

## Especies seleccionadas
- Crusea acuminata
- Crusea allococca
- Crusea andersoniorum
- Crusea aphylla
- Crusea aspera
- Crusea brachyphylla
- Crusea coronata